# گفتگو در باب دو نظام عمده عالم

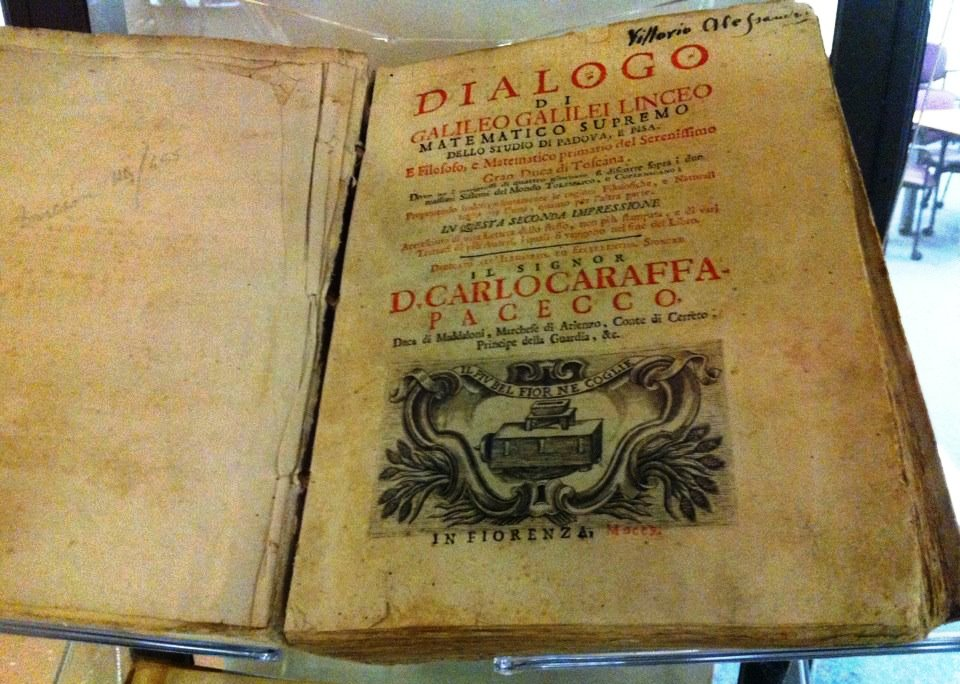
صفحه عنوان یکی از نسخه های اصلی چاپ ۱۷۱۰ فلورانس٬ واقع در و متعلق به ذخایر کتب نفیس موسسه تحقیقات جنوب غربی در تگزاس.

گفتگو در باب دو نظام عمده عالم (به ایتالیایی: Dialogo sopra i due massimi sistemi del mondo) نام یک کتاب مهم در تاریخ علم است. این کتاب اثر گالیلئو گالیله است که در ۲۲ فوریه ۱۶۳۲ به فردیناند دوم مدیچی تقدیم شد و شامل بحثی در باب قیاس سیستم جهانی کوپرنیک با دیدگاه سنتی بطلمیوس است.
این کتاب مدت زیادی ممنوع‌الانتشار شد و گالیله بخاطر این اثر متهم به کفر علیه خدا گردید.